# Unieszów
Unieszów est une localité polonaise de la gmina et du powiat de Kluczbork en voïvodie d'Opole.